# Jim McWithey
James Edward „Jim“ McWithey (* 4. Juli 1927 in Grammer; † 1. Februar 2009 in Gainesville, Georgia) war ein US-amerikanischer Autorennfahrer.

## Karriere
Jim McWithey startete in seiner Karriere zweimal bei den 500 Meilen von Indianapolis, die von 1950 bis 1960 als Weltmeisterschaftslauf der Formel 1 gewertet wurden. Bei seinem ersten Start 1959 erreichte er auf einem Kurtis Kraft 500C-Offenhauser in derselben Runde wie der Sieger Rodger Ward den 16. Rang. 1960, wieder in Indianapolis, diesmal auf einem Epperly-Offenhauser, schied er in der 60. Runde durch einen Bremsdefekt aus.